# يواكوم
يواكوم (بالإنجليزية: Yoakum, Texas)‏ هي مدينة تقع بولاية تكساس في شمال شرق الولايات المتحدة. تبلغ مساحة هذه المدينة (كم²)، وترتفع عن سطح البحر 111.3 م، بلغ عدد سكانها 5731 نسمة في عام 2000 حسب إحصاء مكتب تعداد الولايات المتحدة .

## التركيبة السكانية
حدّد مكتب تعداد الولايات المتحدة بيانات التركيبة السكانية ليواكوم في تعداد الولايات المتحدة. في ما يلي، التركيبة السكانية حسب تعدادي 2000 و2010.

### تعداد عام 2000
بلغ عدد سكان يواكوم 5,731 نسمة بحسب تعداد عام 2000، وبلغ عدد الأسر 2,156 أسرة وعدد العائلات 1,516 عائلة مقيمة في المدينة. في حين سجلت الكثافة السكانية 482 نسمة لكل كيلومتر مربع (1,248.4/ميل2). وبلغ عدد الوحدات السكنية 2,529 وحدة بمتوسط كثافة قدره 212.7 لكل كيلومتر مربع (550.9/ميل2).
وتوزع التركيب العرقي للمدينة بنسبة 73.29% من البيض و11.88% من الأمريكيين الأفارقة و0.38% من الأمريكيين الأصليين و0.17% من الأمريكيين ذوي الأصول الآسيوية و0.05% من سكان جزر المحيط الهادئ و12.41% من الأعراق الأخرى و1.81% من عرقين مختلطين أو أكثر و33.89% من الهسبانيون أو اللاتينيون من أي عرق.
بلغ عدد الأسر 2,156 أسرة كانت نسبة 39.9% منها لديها أطفال تحت سن الثامنة عشر تعيش معهم، وبلغت نسبة الأزواج القاطنين مع بعضهم البعض 49.3% من أصل المجموع الكلي للأسر، ونسبة 15.7% من الأسر كان لديها معيلات من الإناث دون وجود شريك، بينما كانت نسبة 5.4% من الأسر لديها معيلون من الذكور دون وجود شريكة وكانت نسبة 29.7% من غير العائلات. تألفت نسبة 26.8% من أصل جميع الأسر من عدة أفراد يعيشون في نفس المنزل ونسبة 15% كانت تتألف من شخص يعيش بمفرده يبلغ من العمر 65 عاماً أو أكثر. وبلغ متوسط حجم الأسرة المعيشية 2.61، أما متوسط حجم العائلات فبلغ 3.15.
بلغ العمر الوسطي للسكان 35.3 عاماً. وكانت نسبة 29.1% من القاطنين تحت سن الثامنة عشر، وكانت نسبة 9% بين الثامنة عشر والرابعة والعشرين عاماً، ونسبة 24.8% كانت واقعةً في الفئة العمرية ما بين الخامسة والعشرين والرابعة والأربعين عاماً، ونسبة 19.8% كانت ما بين الخامسة والأربعين والرابعة والستين، ونسبة 15.5% كانت ضمن فئة الخامسة والستين عاماً فما فوق. يوجد لكل 100 أنثى 92.4 ذكر، ويوجد لكل 100 أنثى في الثامنة عشر من عمرها فما فوق 87.1 ذكر.
بلغ متوسط دخل الأسرة في المدينة 26,113 دولارًا، أما متوسط دخل العائلة فبلغ 31,726 دولارًا. وكان متوسط دخل الذكور 23,839 دولارًا مقابل 15,346 دولارًا للإناث. وسجل دخل الفرد الخاص بالمدينة 16,580 دولارًا. وكانت نسبة 17.3% من العائلات ونسبة 21.2% من السكان تحت خط الفقر، وكان من هؤلاء نسبة 31.3% تحت سن الثامنة عشر ونسبة 15.2% في الخامسة والستين من العمر وما فوق.

### تعداد عام 2010
بلغ عدد سكان يواكوم 5,815 نسمة بحسب تعداد عام 2010، وبلغ عدد الأسر 2,114 أسرة وعدد العائلات 1,449 عائلة مقيمة في المدينة. في حين سجلت الكثافة السكانية 489.1 نسمة لكل كيلومتر مربع (1,266.8/ميل2). وبلغ عدد الوحدات السكنية 2,494 وحدة بمتوسط كثافة قدره 209.8 لكل كيلومتر مربع (543.4/ميل2).
وتوزع التركيب العرقي للمدينة بنسبة 72.23% من البيض و10.30% من الأمريكيين الأفارقة و0.33% من الأمريكيين الأصليين و0.24% من الأمريكيين ذوي الأصول الآسيوية و13.91% من الأعراق الأخرى و2.99% من عرقين مختلطين أو أكثر و43.78% من الهسبانيون أو اللاتينيون من أي عرق.
بلغ عدد الأسر 2,114 أسرة كانت نسبة 38.6% منها لديها أطفال تحت سن الثامنة عشر تعيش معهم، وبلغت نسبة الأزواج القاطنين مع بعضهم البعض 45.4% من أصل المجموع الكلي للأسر، ونسبة 16.8% من الأسر كان لديها معيلات من الإناث دون وجود شريك، بينما كانت نسبة 6.3% من الأسر لديها معيلون من الذكور دون وجود شريكة وكانت نسبة 31.5% من غير العائلات. تألفت نسبة 28.2% من أصل جميع الأسر من عدة أفراد يعيشون في نفس المنزل ونسبة 11.9% كانت تتألف من شخص يعيش بمفرده يبلغ من العمر 65 عاماً أو أكثر. وبلغ متوسط حجم الأسرة المعيشية 2.67، أما متوسط حجم العائلات فبلغ 3.26.
بلغ العمر الوسطي للسكان 35.3 عاماً. وكانت نسبة 29% من القاطنين تحت سن الثامنة عشر، وكانت نسبة 8.1% بين الثامنة عشر والرابعة والعشرين عاماً، ونسبة 23.5% كانت واقعةً في الفئة العمرية ما بين الخامسة والعشرين والرابعة والأربعين عاماً، ونسبة 23.3% كانت ما بين الخامسة والأربعين والرابعة والستين، ونسبة 16.1% كانت ضمن فئة الخامسة والستين عاماً فما فوق. وتوزع التركيب الجنسي للسكان بنسبة 48.1% ذكور و51.9% إناث.

## أعلام
- جيم ماركيز
- واين غراهام
- تشارلي هال
- ريان فاغنر

## وصلات خارجية
- http://www.cityofyoakum.org/
- The US50 - Cities and Towns in Texas State